# Печатный лист
Печатный лист (также физический печатный лист, физ. печ. л.) — единица измерения объёма издания, равная площади одной стороны типографского бумажного листа.
Одна страница издания обычно составляет 1/8 или 1/16 площади печатного листа. Размеры печатного листа в сантиметрах и количество страниц в нём традиционно указываются на последней странице книги и первой странице журнала, например, «Формат 60×108 1/8» или (то же, иной способ указания) «Формат 60×108/8». Число печатных листов во всём тираже одного издания называется листа́ж.
Условный печатный лист (усл. печ. л.) — единица измерения объёма издания или отдельной публикации, равная одной стороне печатного листа формата 60×90 см. Условные (стандартные) печатные листы широко используются для указания объёмов научных и литературных публикаций, сопоставления печатных объёмов разноформатных изданий. Когда в научной или литературной среде говорят о печатных листах, чаще всего имеют в виду именно условные печатные листы, а не физические. 1 печатный лист принимается равным 16 листам формата A4, заполненным текстом с кеглем 14 пунктов и межстрочным интервалом, равным 1,5.

## Соотношение физических и условных печатных листов
Для приведения физических печатных листов к условным используется специальная таблица коэффициентов:
- 60 × 70 см — коэффициент 0,78
- 60 × 84 — 0,93
- 60 × 100 — 1,11
- 60 × 108 — 1,20
- 61 × 86 — 0,97
- 70 × 75 — 0,97
- 70 × 84 — 1,09
- 70 × 90 — 1,17
- 70 × 100 — 1,3
- 70 × 108 — 1,4
- 75 × 90 — 1,25
- 80 × 100 — 1,48
- 84 × 90 — 1,4
- 84 × 100 — 1,56
- 84 × 108 — 1,68
- 90 × 100 — 1,67
- A4 (21 х 29,7 см) — 0,1155
- A5 (14,8 × 21 см) — 0,05755

Пример: если формат исходного печатного листа 60×84 см, а всего имеется 5 таких листов, то этот объём будет равен 5 × 0,93 = 4,65 условных печатных листа.

## Ёмкость печатного листа
Ёмкость печатного листа — число печатных знаков, умещающихся в одном печатном листе. В одном и том же печатном листе в зависимости от гарнитуры (в частности, кегля), количества знаков в строке, количества строк на странице, размера полей и т. д. может уместиться материал различного объёма.